# Gerhard Mans (Radsportler)
Gerhard Mans (* 4. September 1987 in Gobabis, Südwestafrika) ist ein namibischer Radsportler. 
Sein größter sportlicher Erfolg war der Gewinn der Gewinn der namibischen Meisterschaft im Einzelzeitfahren 2015. Zudem belegte Mans 2022 den dritten Platz beim Nedbank Cycle Challenge. 2013 und 2017 belegte er jeweils den zweiten Platz bei der Namibian Cycle Classic. Bei den Afrikaspielen 2015 wurde Mans 15. im Einzelzeitfahren.
Auf dem Mountainbike feierte Mans zahlreiche nationale Erfolge in Einzelrennen.